# Latosculum ruizi
Latosculum ruizi är en stekelart som beskrevs av Dmitriy R. Kasparyan 2004. Latosculum ruizi ingår i släktet Latosculum och familjen brokparasitsteklar. Inga underarter finns listade i Catalogue of Life.